# Apamea okinawensis
Apamea okinawensis är en fjärilsart som beskrevs av Shigero Sugi 1968. Apamea okinawensis ingår i släktet Apamea och familjen nattflyn. Inga underarter finns listade i Catalogue of Life.